# شهرستان بایشوی
شهرستان بایشوی (به لاتین: Baishui County) یک منطقهٔ مسکونی در چین است که در واینان واقع شده‌است. شهرستان بایشوی ۹۲۰ کیلومتر مربع مساحت و ۲٬۸۰۰٬۰۰۰ نفر جمعیت دارد.